# Gut Albrock

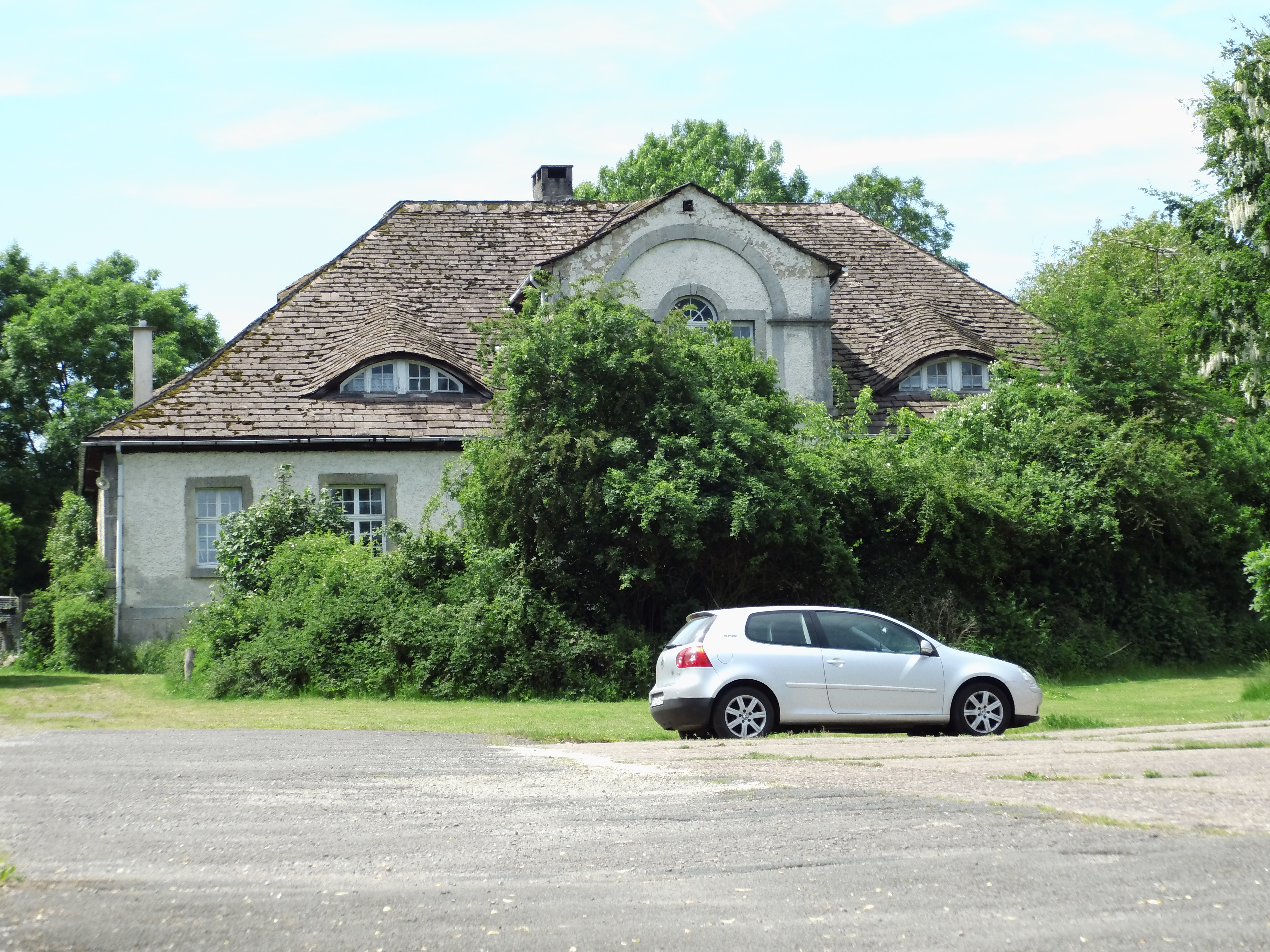
Das ehemalige Herrenhaus (2019)

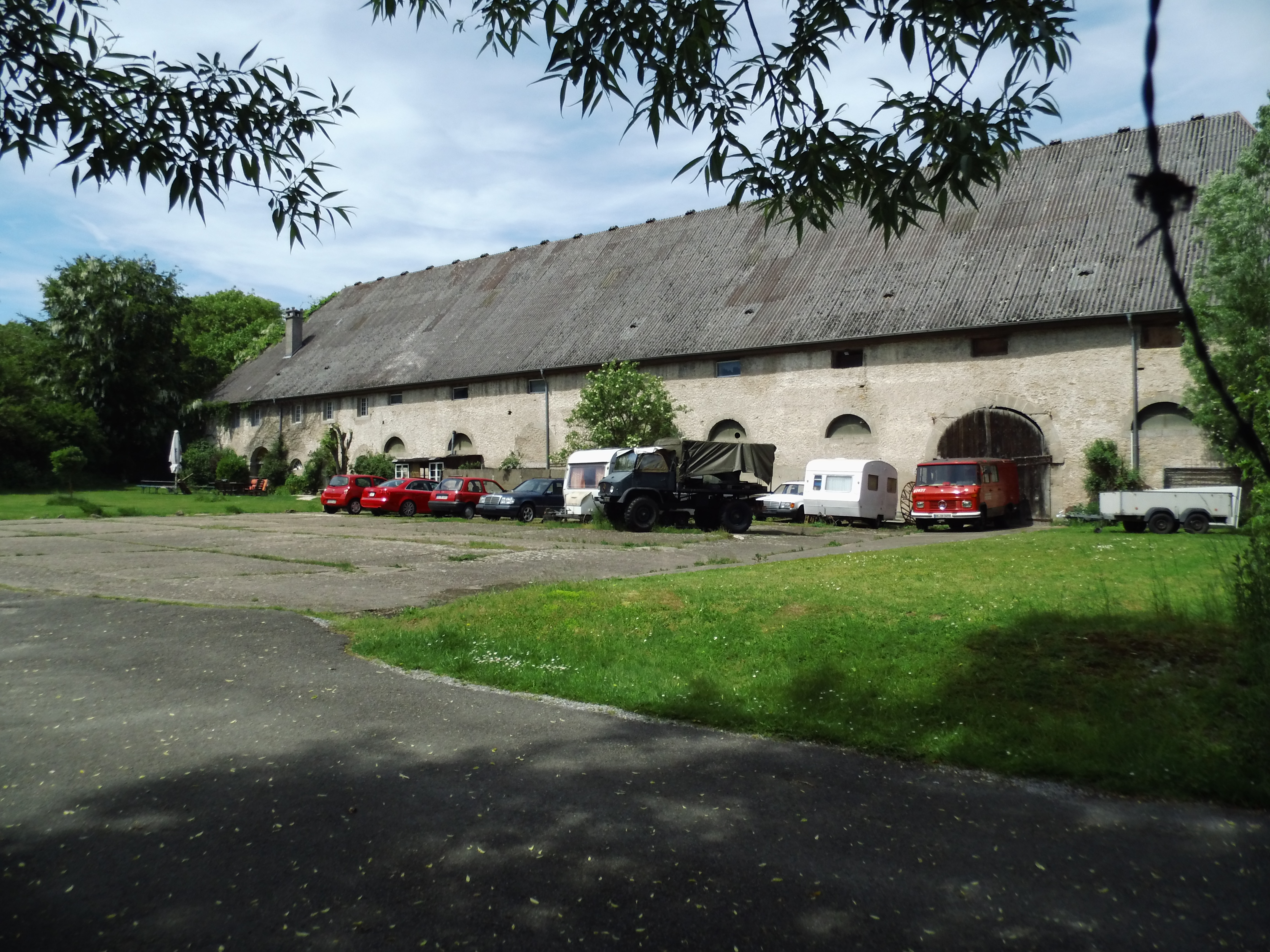
Das linke Wirtschaftsgebäude (2019)

Gut Albrock ist ein aus einer dörflichen Siedlung hervorgegangenes ehemaliges Rittergut auf der gleichnamigen Gemarkung in Brakel, Ortsteil Hinnenburg. Die bauliche Anlage gehört mit den umliegenden Ländereien den Grafen von der Asseburg. Sie wurde am 14. Januar 1998 unter der Nummer 150 in die Liste der Baudenkmäler in Brakel eingetragen, ist aber aufgrund seiner einsamen Lage, des Leerstands und fehlender Instandhaltung im Bestand gefährdet.

## Geschichte
Eine Siedlung Aelbroch wurde bereits 1127 erwähnt.
1370 verkaufte der Ritter Albrecht von Brakel seinen Hof zu Albrock (Allebroke), „den jetzt Herbold Lipper gegen 6 Viertel (verdel) Korn (4 Viertel Hafer, 1 Viertel Roggen und ein Viertel Gerste) bewirtschaftet, an den Knappen Nolte Bose (Bozen), Knappe, dessen Ehefrau und alle seine Erben mit allen Rechten und allem Zubehör für 5 Mark lötiges Silber Göttinger Währung, die bezahlt sind.“
1406 wurde Cord Bosen, Noltes Sohn, als Lehnsempfänger genannt.
Später war der Ort Albrock ein selbständiges Rittergut der Grafen Asseburg. Es lag 3 km westlich des ebenfalls der Grafenfamilie gehörenden Schäferhofes in einer weiten Waldinsel des Emder Waldes.
1830/31 kamen von der Gemeinde Bellersen Flächen hinzu und das Gut wurde Vorwerk des inzwischen ebenfalls denkmalgeschützten Schäferhofes. Es wurde eine zur Straße offene dreiseitige Hofanlage mit einem separatem, klassizistischen Wohnhaus in der Mitte errichtet. Im linken Gebäude waren Stallungen und rechts die Scheune, dazwischen war der Wirtschaftshof.
1931 gehörte das Gut zusammen mit dem Rittergut Wallhausen Graf Busso von Bocholtz-Asseburg. Zum Gut gehörten 137 ha Ackerfläche, 15 Pferde, 23 Kühe, 28 Schweine und eine Schafherde. Verwalter war Karl Berendes, Sohn eines Arztes Berendes und Verwandter von Gernot Berendes. Später war ein Schäfer Nolte Pächter, dessen Sohn Karl-Heinz Nolte im Jahr 1989 nach 12 Jahren als Pächter von Albrock nach Erkeln übersiedelte. Damit endet die Nutzung der Anlage für die Landwirtschaft.
2004–2017 wurde das Gut als Motorradfahrer-Treff unter dem Namen „Alb-Rock-Café“ umgenutzt und durch Rainer Ewers betrieben.
2022 beantragten die Eigentümerfamilie von Bocholtz-Asseburg, auf den landwirtschaftlichen Flächen fünf Windenergieanlagen zu errichten. Die Stadt und die Gremien befassen sich mit diesem Antrag. Als Problem wurde die unter Denkmalschutz stehende Hofanlage genannt, zu der die Eigentümerfamilie sagte, die Gebäude würden verfallen, eine neue Nutzung sei nicht möglich.